# Chlupice

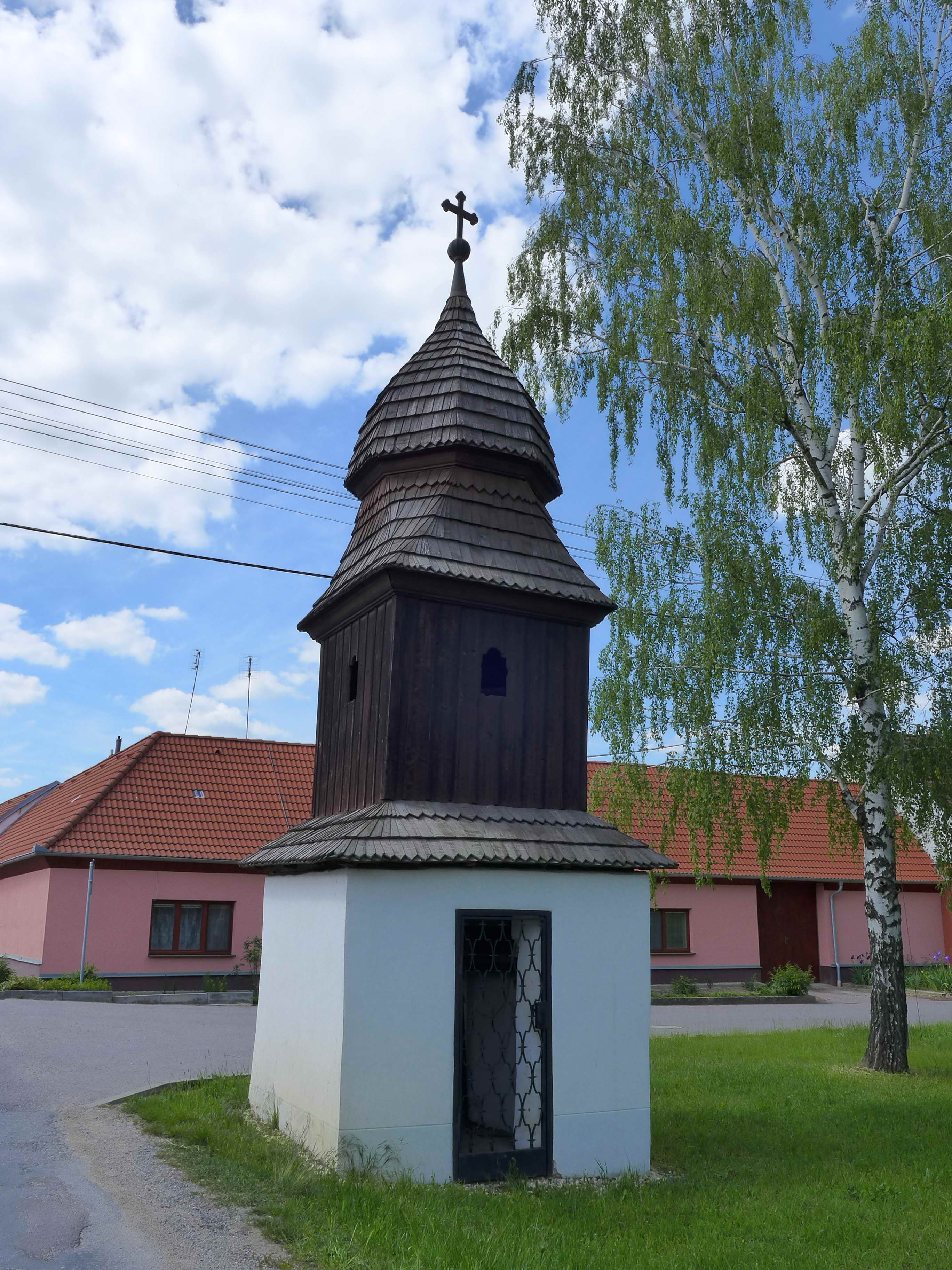
Glockenturm

Chlupice (deutsch Chlupitz) ist ein Ortsteil der Gemeinde Hostěradice in Tschechien. Er liegt zwölf Kilometer südwestlich von Moravský Krumlov und gehört zum Okres Znojmo.

## Geographie
Chlupice befindet sich rechtsseitig des Baches Skalička (Skalitzer Bach) in der Boskowitzer Furche. Durch den Ort verläuft die Staatsstraße II/400 zwischen Hostěradice und Višňové.
Nachbarorte sind Džbánice, Vémyslice und Dobelice im Norden, Míšovice im Nordosten, Hostěradice im Osten, Kašenec und Rybnický Mlýn im Südosten, Oleksovice und Stošíkovice na Louce im Süden, Vítonice, Žerotice und Želetice im Südwesten, Domčice, Horní Dunajovice und Morašice im Westen sowie Skalice im Nordwesten.

## Geschichte
Archäologische Funde belegen eine Besiedlung des Katasters während der Latènezeit. In der Flur Dolní malé pole wurden Reste einer keltischen Siedlung aus der Zeit zwischen 450 v. Chr. und dem 1. Jahrhundert aufgefunden.
Die erste urkundliche Erwähnung von Clupicz erfolgte 1287. Das Dorf gehörte zu den Besitzungen der mährischen Landesherren, Markgraf Johann veräußerte nach 1311 für 200 Mark an Hrut von Ruckstein.
Im Jahre 1325 verkaufte dieser Cluppz mit Bewilligung durch Markgraf Johann zum selben Preis an seinen Schwiegersohn Heinrich von Schenkenberg auf Schenkenberg. Dessen Erben, Marquard und Johann von Schenkenberg, verkauften Chlupice 1370 an die Abtei Bruck. Wahrscheinlich bestand in Chlupice um 1390 auch ein Adelssitz, in dieser Zeit nannte sich ein Rittergeschlecht von Chlupice.
Am 11. November 1693 kaufte der mährische Landrechtsbeisitzer Maximilian Ernst Freiherr Jankovsky von Vlasching (1665–1736) das Gut Chlupitz für 10.000 Rheinische Gulden vom Klosterbrucker Abt Gregor Klein und schloss es an sein Gut Skalitz an. Im Zuge der Reform des Halsrechts durch König Karl II. wurde Chlupitz zusammen mit 17 weiteren Orten 1729 unter die Hosterlitzer Halsgerichtsbarkeit gestellt. Aus Maximilians Ehe mit Katharina Gräfin von Lamberg entsprossen die Töchter Marie Anna Leopoldina (1696–1734) und Maria Johanna (1701–1752). Mit seinem Tode erlosch das Geschlecht Jankovsky von Vlasching (Jankovský z Vlašimě) im Mannesstamme. 1736 wurde der Sitz der vereinigten Güter von Skalitz nach Ober-Kaunitz verlegt.
Nach Maximilians Tod erbte dessen Tochter Maria Johanna, verheiratete Cavriani die Güter Ober-Kaunitz, Skalitz und Chlupitz. Nach deren Tod brach unter der Verwandtschaft ein Streit um das Familienerbe aus, der 1755 durch die böhmische Königin Maria Theresia zugunsten des Feldmarschalls Heinrich Dietrich Martin Joseph Graf Daun entschieden wurde. Im gleichen Jahre übernahm Marie Anna Leopoldinas Sohn Maximilian Franz Xaver Graf Daun die Güter; 1788 erbte sie dessen Sohn Johann. Die Hosterlitzer Halsgerichtsbarkeit wurde im Zuge der Josephinischen Reformen aufgehoben. Im Jahre 1793 lebten in Chlupitz 196 Personen. Nachdem Johann Graf Daun 1795 verstorben war, fielen die Güter Vöttau, Skalitz, Ober-Kaunitz, Chlupitz, Ober-Latein und Latein seinem minderjährigen Bruder Franz de Paula Josef († 1836) zu. In den Jahren 1805 und 1809 wurde das Dorf von französischen Truppen geplündert. 1837 erbte sein Sohn Heinrich Graf von Daun den Besitz.
Im Jahre 1834 umfasste das mit den Gütern Ober-Kaunitz, Skalitz, Allingau, Röschitz, Biskupitz, Kordula und Latein verbundene Allodialgut Chlupitz eine Nutzfläche von 638 Joch 1597 Quadratklafter Rustikalland. Haupterwerbsquelle bildete die Landwirtschaft. Neben Skalitz war Chlupitz einer der beiden Weinbauorte der Herrschaft; im Durchschnitt wurden auf dem Gut Chlupitz jährlich 181 Eimer Wein erzeugt, außerdem war auch der Anbau von Obst und Nüssen von Bedeutung. Das Dorf Chlupitz bzw. Chlupice bestand aus 47 Häusern mit 233 deutschsprachigen Einwohnern. Im Ort gab es eine Mühle. Pfarr- und Schulort war Hosterlitz. Bis zur Mitte des 19. Jahrhunderts bildete Chlupitz ein mit Skalitz verbundenes Allodialgut; Amtsort der vereinigten Güter war der Markt Ober-Kaunitz.
Nach der Aufhebung der Patrimonialherrschaften bildete Chlupitz / Chlupice ab 1849 eine Gemeinde im Gerichtsbezirk Kromau. Während des Deutschen Krieges dienten die alten Erdställe als Verstecke für die Vorräte der Bewohner; daraus entstand die Bezeichnung Preußenlöcher. 1868 wurde die Gemeinde Teil des Bezirkes Kromau. Im Jahre 1880 hatte die Gemeinde 201 deutschsprachige Einwohner; zehn Jahre später lebten in Chlupitz 197 Personen, davon waren 189 Deutsche und acht Tschechen. Mit dem Tode von Ottokar Graf von Daun erlosch das Geschlecht der Grafen von Daun 1904 im Mannesstamme. Auf der Grundlage eines Familienerbvertrages fielen die Güter den vier Nachkommen aus der Ehe von Bertha von Daun († 1856) und Karl Wilhelm von Haugwitz zu, die sich jedoch nicht über die Aufteilung des Erbes einigen konnten und die Güter verpachteten. Im Jahre 1910 bestand Chlupitz aus 50 Häusern und hatte 234 Einwohner, davon waren 223 Deutsche und elf Tschechen. Die Mühle stellte 1915 ihren Betrieb ein.
Nach dem Ersten Weltkrieg zerfiel der Vielvölkerstaat Österreich-Ungarn, die Gemeinde wurde 1918 Teil der neu gebildeten Tschechoslowakischen Republik. Danach erfolgte anfänglich ein Zuzug tschechischsprachiger Bevölkerung. Im Jahre 1921 lebten in Chlupitz 186 Deutsche und 24 Tschechen. 1928 wurde das Dorf elektrifiziert. 1930 bestand Chlupitz aus 53 Häusern und hatte 216 Einwohner, davon waren 203 Deutsche und acht Tschechen. Im selben Jahre erfolgte die Eröffnung eines Freibades.
Nach dem Münchner Abkommen wurde das an der Sprachgrenze gelegene Dorf 1938 dem Deutschen Reich zugeschlagen und gehörte bis 1945 zum Landkreis Znaim. Im Jahre 1939 lebten in Chlupitz 240 Personen, davon waren 232 Deutsche und acht Tschechen. Nach dem Ende des Zweiten Weltkrieges kam Chlupice zur Tschechoslowakei zurück und wurde wieder dem Okres Moravský Krumlov zugeordnet. Die deutschsprachige Bevölkerung wurde 1945 nach Österreich vertrieben.
Bei der Gebietsreform von 1960 wurde Chlupice nach Hostěradice eingemeindet; zugleich wurde das Dorf im Zuge der Aufhebung des Okres Moravský Krumlov dem Okres Znojmo zugeordnet. 1961 lebten in Chlupice 218 Personen.

## Ortsgliederung
Der Ortsteil Chlupice besteht aus den Grundsiedlungseinheiten Chlupice und Chlupice-u Hostěradic. Chlupice bildet einen Katastralbezirk.

## Sehenswürdigkeiten
- Kapelle (Türmerl) mit hölzernem Turmaufbau
- Statue des hl. Josef